# Mike (auteur)
 (octobre 2018).
Si vous disposez d'ouvrages ou d'articles de référence ou si vous connaissez des sites web de qualité traitant du thème abordé ici, merci de compléter l'article en donnant les références utiles à sa vérifiabilité et en les liant à la section « Notes et références ».
Pour les articles homonymes, voir Mike.
Ne doit pas être confondu avec Mikaël (auteur).
Michaël-John Stockdale dit Mike, né en 1946 à Paris est un auteur de bande dessinée français et un peintre.

## Biographie
Michael Stockdale est né à Paris en 1946 dans une famille d'ascendance britannique et française et a passé sa jeunesse sur la Rive gauche.

## Publications
- Poncho, avec Jacques Devos :
- 1 Poncho le conspirateur, Lean, 1970
Scénario : Jacques Devos - Dessin : Mike - Couleurs : quadrichromie
- 2 Poncho chez les Dizcoteques[4], Lean, 1970
Scénario : Jacques Devos - Dessin : Mike - Couleurs : quadrichromie
- Chevalier Beloiseau, avec Blareau :
  - Série parue dans le Journal de Tintin[5] de 1972 à 1975 ;
  - Publiée en 2009 par les éditions du Taupinambour, en quatre albums.

#### Livres
: document utilisé comme source pour la rédaction de cet article.
- Philippe Mellot, Michel Denni, Laurent Turpin et Isabelle Morzadec, « Mike-Hubuc) », dans Trésors de la bande dessinée BDM 2021-2022 - Catalogue encyclopédique & Argus, Paris, Les Arènes, 2020 (ISBN 9791037502582), p. 897. .
- Notice biographique dans Introduction à la bande dessinée belge publié en 1968 par la Bibliothèque royale de Belgique